# Muditá
A muditá (páli és szanszkrit: मुदिता) jelentése öröm, amely elsősorban az együttérző örömre vonatkozik.
Ennek a tudatállapotnak a hagyományos jellemző példája, ahogy a szülők örülnek a felcseperedő gyermekük teljesítményeinek és sikereinek. A muditá azonban nem ugyanaz, mint a büszkeség, hiszen előfordulhat, hogy a muditát érző személynek semmilyen közvetlen előnye vagy haszna nem származik a másik fél teljesítményéből. A muditá az önös érdek által be nem szennyezett, tiszta öröm.
A mások által érzett öröm okozhat számunkra boldogságot, ezt nevezik muditának. A muditá ellentéte az irigység vagy a káröröm.

## Alkalmazása
A muditá meditáció segítségével gyakorolják a mások által elért sikerekből és örömökből fakadó együtt érző örömöt.
A buddhista tanítók tágabb értelmezésében a muditá a végtelen öröm belső forrása, amely mindenkinek mindig rendelkezésére áll a körülményektől függetlenül. 
"Minél többet iszik valaki ebből a forrásból, annál biztosabban elárasztja a saját boldogsága, annál nagyobb étvággyal ízlelgeti mások örömét."
Az örömöt tartják hagyományosan a legnehezebben gyakorolhatónak a négy mérhetetlen (brahmavihārā: vagy "négy remek hozzáállás") közül. Örömöt jelent ünnepelni mások boldogsága és a teljesítménye kapcsán, még akkor is, amikor magunknak tragédiával kell éppen szembenéznünk.
Ajja Khema szerint nem helyes örömöt fejezni ki mások szenvedésével kapcsolatban. Olyankor együtt érzést kell tanúsítani (karuna).
A öröm ellenségei a féltékenység és az irigység.